# Cadaqués

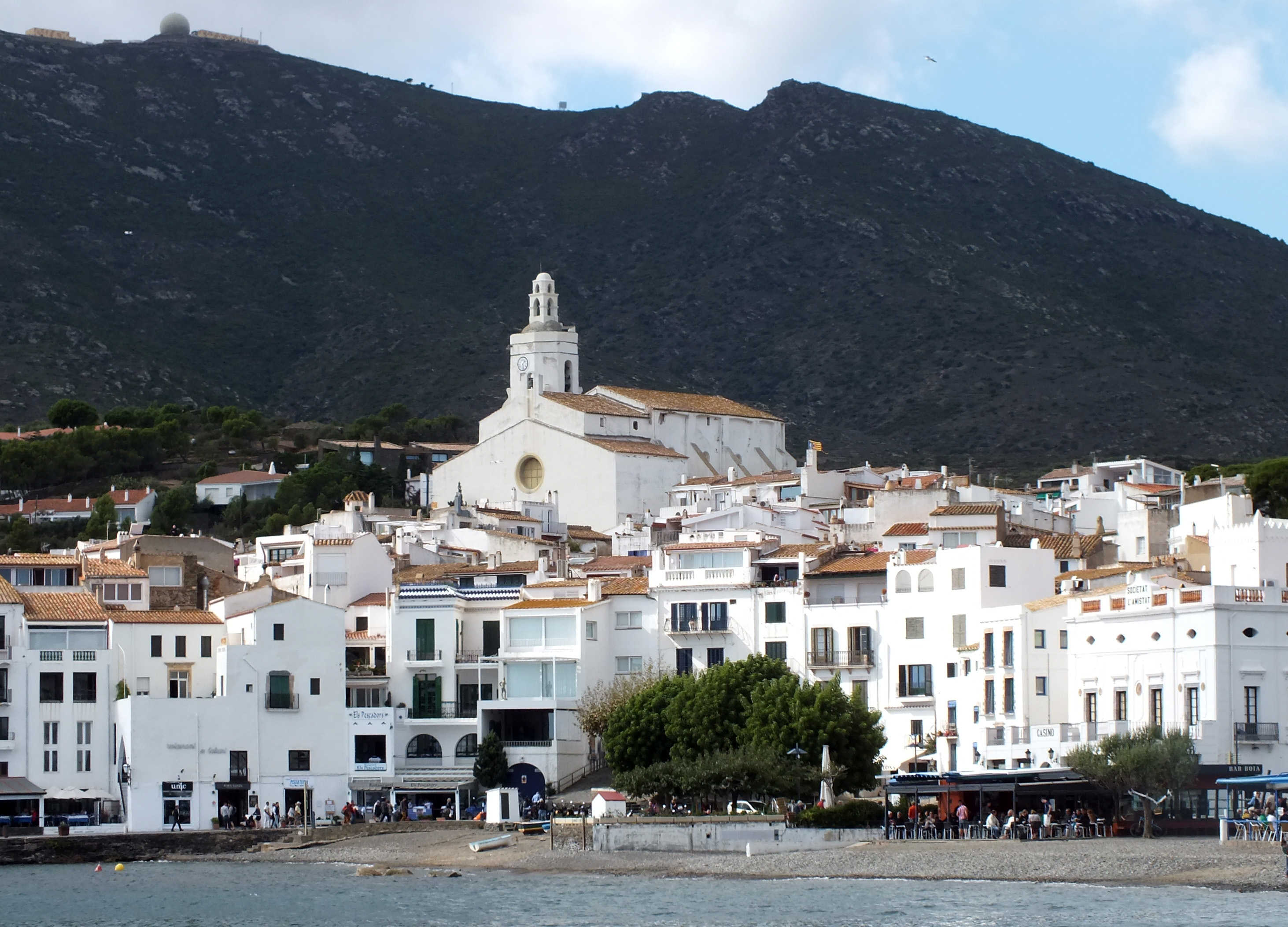
Kyrkan i Cadaqués.

Cadaqués (Uttal på katalanska: [kəðəˈkes]) är en kommun och ort i Girona i Katalonien, i nordöstra Spanien. Kommunen har 2 935 invånare (2013).
Många konstnärer har valt att vistas och verka på orten, som ligger nära gränsen till Frankrike och som är den östligaste i Spanien. Den konstnär som framförallt förknippas med Cadaqués är Salvador Dalí som hade ett hus och ateljé i Port Lligat, i en bukt lite längre bort. Dalís konst är påverkad av landskapet runt Cadaqués. Även Joan Miró, Pablo Picasso och svensken Sixten Lundbohm har besökt eller verkat i orten.

## Källhänvisningar
1. 1 2  Cadaqués hos Geonames.org (cc-by); post uppdaterad 2013-11-10; databasdump nerladdad 2016-04-24
2. ↑   Sixten Lundbohm i Nationalencyklopedins nätupplaga. Läst 7 mars 2015.